# Jean Bourdeau
Jean Bourdeau (1848-1928) was een Franse essayist en filosoof. Bourdeau staat het best bekend om zijn boeken over het socialisme. Ook was hij vertaler van filosoof Arthur Schopenhauer en een van de vroegere toepassers van sommige van Friedrich Nietzsches' ideeën in Frankrijk. Bourdeau schreef over verschillende onderwerpen, van Jansenisme tot Maxim Gorky, en over de zich ontwikkelende persoonscultus rond Vladimir Lenin. Bourdeau droeg specifiek bij aan de Journal des Débats, dat gaat over de hedendaagse filosofie.